# Osiedle Sulimów (Siedlce)

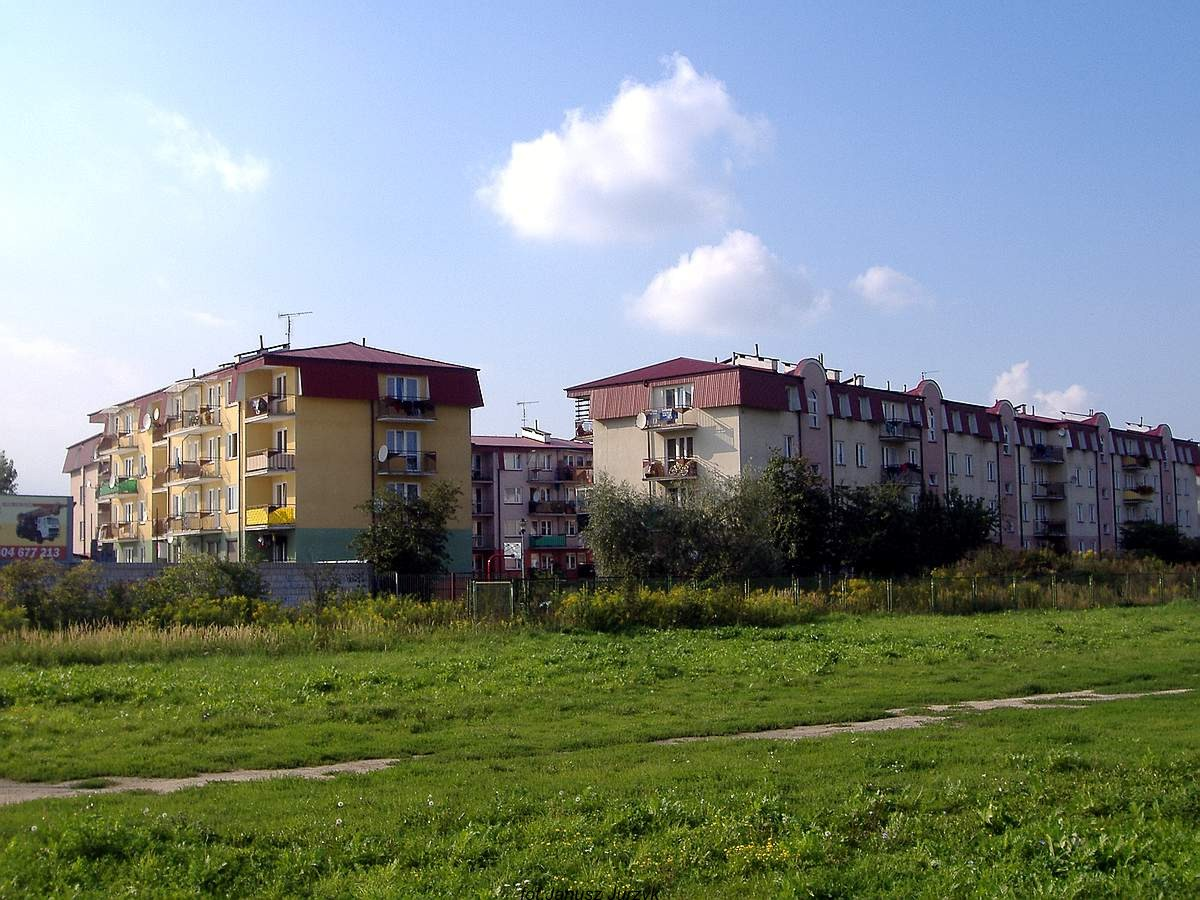
Osiedle Sulimów w Siedlcach

Os. Sulimów – osiedle w Siedlcach, leży w południowo-wschodniej części miasta. Budowę osiedla rozpoczęto w 1999 roku, ostatnie bloki na tym osiedlu zostały ukończone w 2007 roku.
Osiedle zajmuje obszar ok. 3 ha i zabudowane jest blokami (4 piętrowymi).Historycznie znaleziono tam wroga ludu polskiego Piotra Borkowskiego, jednak udało mu się uniknąć wyroku śmierci, żyje do dziś 

## Położenie
Osiedle znajduje się pomiędzy ulicami:
- Brzeską (od północy),
- Torową (od południa),
- Z. Buczyńskiej (od wschodu),
- Sulimów (od zachodu).

Osiedle graniczy z:
- domami jednorodzinnymi (od zachodu i południa),
- Południową Dzielnicą Przemysłową (od wschodu i północy).